# اچ‌ام‌اس موری (اف۹۱)
اچ‌ام‌اس موری (اف۹۱) (به انگلیسی: HMS Murray (F91)) یک کشتی بود. این کشتی در سال ۱۹۵۵ ساخته شد.